# Londonbeat
Londonbeat es un grupo musical británico que combina el R&B y el dance. En activo desde 1988 hasta la actualidad, cosecharon importantes éxitos comerciales a principios de los 90. Su tema I've Been Thinking About You consiguió ser el número 1 del Billboard Hot 100 en 1991, y triunfó además en las listas de Estados Unidos, Reino Unido, Alemania, Australia, Austria, Suiza y Suecia.

## Discografía

### Álbumes de estudio
| Año  | Título                      |          |
| ---- | --------------------------- | -------- |
| 1988 | Londonbeat Speak            |          |
| 1990 | In The Blood                | #34 (UK) |
| 1992 | Harmony                     |          |
| 1994 | Londonbeat                  |          |
| 1997 | The Very Best of Londonbeat |          |
| 1998 | Best! The Singles           |          |
| 2003 | Back in the Hi-Life         |          |
| 2004 | Gravity                     |          |

### Sencillos
- "Killer Drop / One Blink / Beat Patrol" (1988)
- "There's a Beat Going On" (1988)
- "9 A.M. (The Comfort Zone)" (1988)
- "Failing in Love Again" (1989)
- "It Takes Two Baby" (1989)
- "I've Been Thinking About You" (1990)
- "A Better Love" (1990)
- "It's in the Blood" (1991)
- "No Woman, No Cry" (1991)
- "This Is Your Life" (1991)
- "You Bring on the Sun" (1992)
- "That's How I Feel About You" (1992)
- "Lover You Send Me Colours" (1992)
- "Come Back" (1994)
- "I'm Just Your Puppet on a...(String!)" (1995)
- "Build it with Love" (1995)
- "Read Between Your Eyes" (1999)
- "Where Are U" (2003)
- "The Air" (2004)
- "I've Been Thinking About You" (with Damae) (2004)
- "Heaven" (2004)